# Coppa AVC per club 1999 (maschile)
La Coppa AVC per club 1999 si è svolta dal 2 al 6 giugno 1999 a Hefei, in Cina. Al torneo hanno partecipato 6 squadre di club asiatiche ed oceaniane e la vittoria finale è andata per la prima volta allo Sichuan Fulan.

## Squadre partecipanti
- Al-Rayyan
- Chengdu
- Samsung Bluefangs
- NEC Blue Rockets
- Sichuan
- Paykan

## Classifica finale
| Classifica | Squadre           |
| ---------- | ----------------- |
|            | Sichuan           |
|            | Samsung Bluefangs |
|            | Paykan            |
| 4          | Chengdu           |
| 5          | NEC Blue Rockets  |
| 6          | Al-Rayyan         |